# Jörg van Ommen
Jörg van Ommen, född den 27 september 1962 i Moers i Tyskland. är en tysk racerförare.

## Racingkarriär
van Ommen tävlade i DTM från 1986 till 1996, och tog fem segrar i karriären, med andraplatser i mästerskapet med Mercedes 1994 och 1995 som höjdpunkter. Efter att originalserien lagts ned efter 1996 körde van Ommen i tyska Supertouringmästerskapet med Peugeot ett par år, innan han lade hjälmen på hyllan. Från och med 2005 drev han sedan ett team i tyska nationella serier, bland annat i Porsche Carrera Cup.